# 🍟
🍟 is een teken uit de Unicode-karakterset dat een 
patatje voorstelt, geserveerd in een rood kartonnetje zoals bij McDonald's. Deze emoji is in 2010 geïntroduceerd met de Unicode 6.0-standaard.

## Betekenis

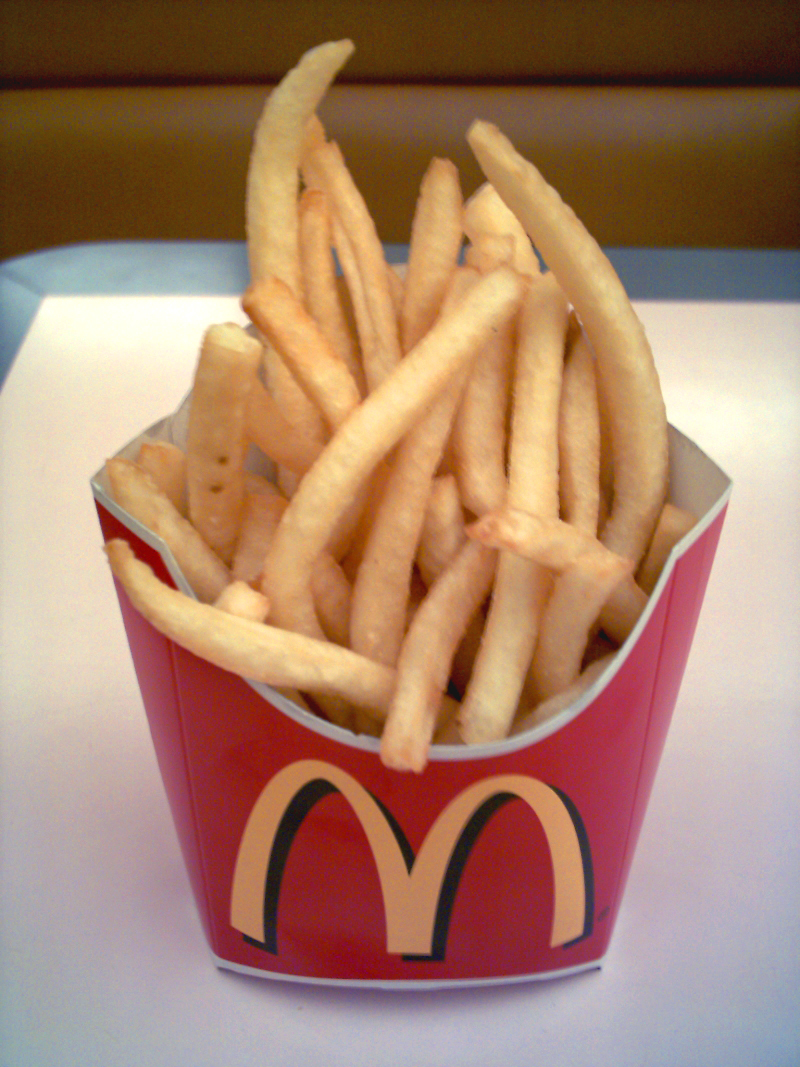
Franse frietjes van een McDo in Japan

Deze emoji beeldt een kartonnetje met patat af, zoals deze bij de bekende fast-food keten McDonald's geserveerd worden, in een rood kartonnetje. 

## Codering

De Twemoji implementatie

### Unicode
In Unicode vindt men de 🍟 onder de code U+1F35F  (hex).

### HTML
In HTML kan men in hex de volgende code gebruiken: &#x1F35F;

### Shortcode
In software die shortcode ondersteunt zoals Slack en GitHub kan het karakter worden opgeroepen met de code :fries:.

### Unicode-annotatie
De Unicode-annotatie voor toepassingen in het Nederlands (bijvoorbeeld een Nederlandstalig smartphonetoetsenbord) is de correcte term, patat. De emoji is ook te vinden met de sleutelwoorden frans en frietjes. 